# Municipio de Shooting Creek
El municipio de Shooting Creek (en inglés: Shooting Creek Township) es un municipio ubicado en el  condado de Clay en el estado estadounidense de Carolina del Norte. En el año 2010 tenía una población de 1.513 habitantes.

## Geografía
El municipio de Shooting Creek se encuentra ubicado en las coordenadas 35°1′55.33″N 83°38′55.59″O / 35.0320361, -83.6487750.